# Les Abrets
Les Abrets is een plaats en voormalige gemeente in het Franse departement Isère in de regio Auvergne-Rhône-Alpes en telt 2705 inwoners (1999). De plaats maakt deel uit van het arrondissement La Tour-du-Pin.

## Geschiedenis
De gemeente maakte tot 22 maart 2015 deel uit van het kanton Le Pont-de-Beauvoisin. Op die dag werd het kanton opgeheven en Les Abrets werd opgenomen in het op die dag gevormde kanton Chartreuse-Guiers. Op 1 januari 2016 fuseerde de gemeente met La Bâtie-Divisin en Fitilieu tot de commune nouvelle Les Abrets en Dauphiné.

## Geografie
De oppervlakte van Les Abrets bedraagt 6,9 km², de bevolkingsdichtheid is 392,0 inwoners per km².
De onderstaande kaart toont de ligging van Les Abrets met de belangrijkste infrastructuur en aangrenzende gemeenten.

## Demografie
Onderstaande figuur toont het verloop van het inwonertal.